# Allium inutile
Allium inutile — вид рослин з родини амарилісових (Amaryllidaceae); поширений у Китаї та Японії.

## Опис
Рослини без цибулеподібного або часникового запаху. Цибулина поодинока, яйцювата або від зворотно-яйцюватої до майже кулястої, діаметром 1.1–1.3 см; оболонка блідо-коричнева. Листки до 30 см, півкруглі в розрізі, серединна жилка піднята знизу. Стеблина 18–28 см × 1–1.5 мм, кругла в розрізі, ребриста, вкрита листовими піхвами в основі. Зонтик 4–7-квітковий. Оцвітина зірчасто розлога, біла; сегменти лінійно-зворотно-ланцетні, 5–7 мм, 1-жильні, з'єднані біля основи в 1–1.5 мм трубку.

## Поширення
Поширення: Китай — Аньхой, Японія — Хонсю.
Населяє ліси